# Futebol Clube de Marinhas
O Futebol Clube de Marinhas é um clube futebol português, localizado na freguesia de Marinhas, concelho de Esposende, distrito de Braga, que compete nas modalidades de futebol, futsal e ciclismo, contando com um total de cerca de 300 atletas a competir, sendo classificado dom 4 estrelas de entidade formadora na AF Braga.
Atualmente o clube disputa a CleanWatts Pró-Nacional da Associação de Futebol de Braga (AF Braga).

## História

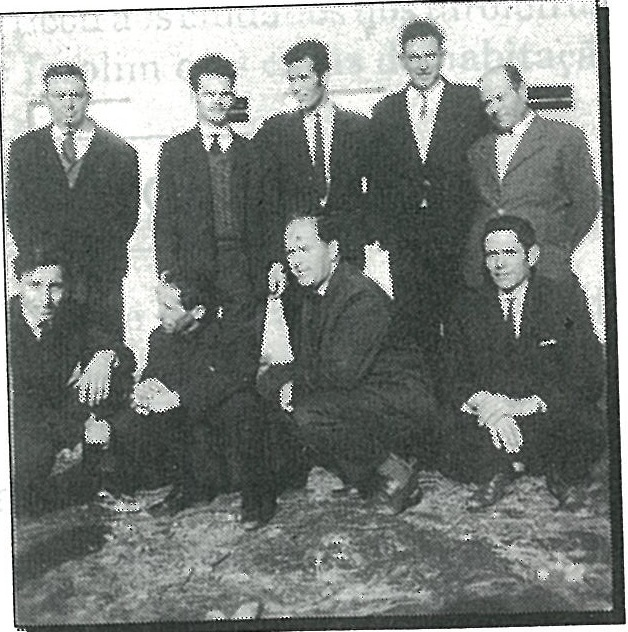
Fundadores

O Futebol Clube de Marinhas nasceu a 6 de agosto de 1967 e foi fundado por Adão Lima Ribeiro, Fernando Jesus Martins do Pilar, Francisco Enes Nóvoa, Padre Avelino Marques Filipe, Manuel Martins do Pilar, Manuel Golçalves Marques, Valentim Martins de Abreu, António Ribeiro Pereira, Fernando Bráz e Manuel Carqueijó de Lemos.

## Futebol

### Histórico (inclui 07/08)
|                   | Nº Presenças | Títulos |
| ----------------- | ------------ | ------- |
| Temporadas na 1ª  | 0            |         |
| Temporadas na 2ª  | 0            |         |
| Temporadas na 2ªB | -            |         |
| Temporadas na 3ª  | 7            |         |
| Taça de Portugal  | 12           |         |
| Taça da Liga      | 0            |         |

## Estádio
A equipa disputa os seus jogos em casa no Estádio Padre Avelino Marques Peres Filipe.

## Equipamento
O equipamento da equipa de futebol é da marca Adidas.

## Patrocínio
QUALITT

## Ligações Externas
Página do Clube
1. ↑  «Fc Marinhas». FPF. Consultado em 10 de abril de 2025
2. ↑  Futebol 365. «Futebol Clube de Marinhas». Futebol 365. Consultado em 10 de abril de 2025
3. ↑  «Complexo Desportivo de Marinhas». 10 de abril de 2025